# Дрветине
Дрветине су насељено мјесто у Босни и Херцеговини у општини Бугојно које административно припада Федерацији Босне и Херцеговине. Према попису становништва из 1991. у насељу је живјело 292 становника.

## Географија
Дрветине је насељено место северно од Бугојна на локалном путу између насеља Росуље и Церибашићи. Кроз насеље протиче Дрветинска Ријека, десна притока Врбаса.

## Историја
У ратном сукобу између ХВО-а и Армије БиХ у Дрветинама је 7. августа 1993. године запаљена католичка црква, изгорео је кров и урушио се, остали су само зидови. Оскрнављено је и гробље.

## Становништво
| Демографија | Демографија | Демографија |
| Година      | Становника  | Становника  |
| ----------- | ----------- | ----------- |
| 1971.       | 188         |             |
| 1981.       | 225         |             |
| 1991.       | 292         |             |
| 2013.       | 196         |             |

| Националност       | 2013. | 1991. | 1981. | 1971. |
| Срби               |       | 17    | 21    | 18    |
| Хрвати             | 37    | 130   | 107   | 102   |
| Бошњаци            | 159   |       |       |       |
| Муслимани          |       | 134   | 84    | 68    |
| Македонци          |       |       | 3     |       |
| Југословени        |       | 9     | 10    |       |
| остали и непознато |       | 2     |       |       |
| Укупно             | 196   | 292   | 225   | 188   |